# Parmentijera
Parmentijera (lat. Parmentiera), biljni rod iz porodice katalpovki smješten u tribus Crescentieae. Pripada mu 10 vrsta korisnog vazdazelenog drveća rasprostranjenog po tropskoj Americi, od južnog Meksika na jug preko Srednje Amerike do Kolumbije. Tipična je Parmentiera edulis DC., sinonim za Parmentiera aculeata. 

## Opis
Mali rod tropskog američkog drveća (porodice Bignoniaceae) s trolistnim lišćem i prilično velikim zelenkastim cvjetovima s ovojnom čaškom. Plodovi tipične vrste nalik su banani i prilično slatki. Njezino voće se često prži ili kuha prije nego što se pojede, dugi su oko 11 - 17 cm i širok 2 - 3 cm.

## Vrste
1. Parmentiera aculeata (Kunth) Seem.
2. Parmentiera cereifera Seem.
3. Parmentiera dressleri A.H.Gentry
4. Parmentiera macrophylla Standl.
5. Parmentiera millspaughiana L.O.Williams
6. Parmentiera morii A.H.Gentry
7. Parmentiera parviflora Lundell
8. Parmentiera stenocarpa Dugand & L.B.Sm.
9. Parmentiera trunciflora Standl. & L.O.Williams
10. Parmentiera valerii Standl.

## Sinonimi
- Zenkeria Rchb.; Nom. 236 (1841)